# Max Ebersberger
Max Ebersberger, né en 1852 à Nuremberg et mort le 27 septembre 1926 à Munich, est un peintre allemand de genre et de nature morte.

## Biographie
Max Ebersberger naît le 22 février,, ou le  22 novembre 1852 à Nuremberg.
Il est le fils d'un médecin. Après avoir fréquenté l'école des beaux-arts de Nuremberg, il étudie la peinture à partir du 1er novembre 1872 dans la classe de peinture technique[réf. souhaitée] de l'académie de Munich, sous la direction de Karl von Piloty. Peintre de genre et de natures mortes, il décore également des hôtels et restaurants à Munich.
Il illustre également plusieurs livres, tels que In Nürnbergs Mauern et les Schulgeschichten de Franz Dittmar et Ein Tag in der Hölle de Carl Reuleaux.[réf. souhaitée]
Max Ebersberger dirige une école de peinture pour dames et messieurs à Munich.[réf. souhaitée]
Son épouse Therese (Thea) Ebersberger, née Mundt, fille du couple d'écrivains Luise Mühlbach (en) et Theodor Mundt, est également peintre, connue pour ses portraits miniatures et pour avoir édité les mémoires de sa mère.
Il meurt le 27 septembre 1926 à Munich.

### Bibliographe
: document utilisé comme source pour la rédaction de cet article.
- (de) Friedrich Jansa, Deutsche bildende Künstler in Wort und Bild, Leipzig, 1912 (présentation en ligne)
- (de) Ulrich Thieme et Felix Becker, « Ebersberger, Max », dans Allgemeines Lexikon der Bildenden Künstler von der Antike bis zur Gegenwart, vol. 10, E. A. Seemann, 1914, 610 p. (lire en ligne), p. 307
- (de) Manfred H. Grieb, « Ebersberger, Max Joseph », dans Nürnberger Künstlerlexikon : Bildende Künstler, Kunsthandwerker, Gelehrte, Sammler, Kulturschaffende und Mäzene vom 12. bis zur Mitte des 20. Jahrhunderts, Walter de Gruyter, 2007, 2104 p. (ISBN 9783110912968, lire en ligne), p. 313